# Miroirs
Miroirs (Specchi) Op. 43, è una suite in cinque movimenti per pianoforte  scritta dal compositore francese Maurice Ravel tra il 1904 e il 1905.
Eseguita per la prima volta da Ricardo Viñes nel 1906, Miroirs comprende cinque movimenti, ognuno dedicato ad un membro del cenacolo francese di artisti d'avanguardia Les Apaches.

## Storia
Intorno al 1902 Maurice Ravel si unì al cenacolo di giovani artisti, poeti, critici e musicisti innovativi chiamati Les Apaches o "teppisti", un termine coniato da Ricardo Viñes per indicare la sua banda di "emarginati artistici". Il gruppo si riuniva ogni sabato sera presso  lo studio del pittore Paul Sordes, appassionato di musica; ogni settimana, a turno, ognuno dei componenti presentava agli altri ciò che aveva realizzato durante la settimana. Per rendere omaggio ai suoi colleghi artisti, Ravel iniziò a comporre Miroirs nel 1904 e finì l'anno successivo. La suite fu pubblicata per la prima volta da Eugène Demets nel 1906. Il terzo e il quarto movimento furono successivamente orchestrati da Ravel, mentre il quinto fu trascritto per orchestra da Percy Grainger e da altri.

## Struttura
Miroirs ha cinque movimenti, ciascuno dedicato ad un membro degli Les Apaches:
1. Noctuelles. Très léger (Re bemolle maggiore).
Dedicato a Léon-Paul Fargue, Noctuelles è un'opera altamente cromatica, che mantiene un umore oscuro e notturno in tutta la composizione. La sezione centrale è calma con melodie intense e ricche di accordi e la ricapitolazione ha luogo un quinto sotto il primo tema.
2. Oiseaux tristes. Très lent. (Mi bemolle minore).
Dedicato a Ricardo Viñes, questo movimento rappresenta un uccello solitario che fischietta una melodia triste, dopodiché altri si uniscono. La sezione centrale sgargiante è compensata da una cadenza solenne che riporta il malinconico umore dell'inizio.
3. Une barque sur l'océan. D'un rythme souple. (Fa diesis minore).
Scritto per Paul Sordes, il pezzo racconta di una barca mentre naviga sulle onde dell'oceano. Sezioni arpeggiate ed ampie melodie imitano il flusso delle correnti oceaniche. È il pezzo più lungo del gruppo e il secondo quanto a difficoltà tecniche.
4. Alborada del gracioso. Assez vif. (Re minore).
Dedicato a Michel-Dimitri Calvocoressi, Alborada è un pezzo tecnicamente impegnativo che incorpora temi musicali spagnoli nelle sue complicate melodie.
5. La Vallée des Cloches. Très lent (Do diesis minore).
Dedicato a Maurice Delage, il pezzo evoca i suoni di varie campane attraverso l'uso di armonie risonanti.

## Versioni orchestrate
- Une barque sur l'océan e Alborada del gracioso sono stati orchestrati dallo stesso Ravel, Op. 43a.
- La vallée des cloches è stato trascritto da Ernesto Halffter per tre legni, quattro corni, timpani, percussioni, due arpe, celesta e archi e da Percy Grainger per un tipico ensemble Grainger con più pianoforti e percussioni, più archi.
- Oiseaux tristes è stato orchestrato da Felix Günther per due legni più ottavino, due corni, due trombe, percussioni, arpa, celesta e archi, ma pensato per strumentisti di medie capacità, trasposto verso il basso di un semitono e con alcuni ritmi di Ravel semplificati.
- La prima orchestrazione conosciuta di Noctuelles è del pianista britannico Michael Round, una realizzazione commissionata da Vladimir Ashkenazy e registrata da lui con la NHK Symphony Orchestra (Exxon, 1993). L'incisione comprende anche la trascrizione di Round della Fugue e Toccata da Le tombeau de Couperin. In forma orchestrata Noctuelles è scritto per tre fiati (incluso clarinetto in Mi bemolle) meno un controfagotto, quattro corni, tre trombe, tre tromboni e tuba, timpani, percussioni, due arpe, celesta e archi. Il materiale per le esecuzioni (solo a noleggio) è detenuto dagli editori BMG. Esiste una più recente orchestrazione (2001) di Noctuelles del compositore americano Steven Stucky; è stata pubblicata da Theodore Presser Company ed è scritta per tre flauti (il terzo raddoppia l'ottavino), tre oboi (il terzo raddoppia il corno inglese), due clarinetti, tre fagotti (il terzo raddoppia il controfagotto), quattro corni, tre trombe, tre tromboni, tuba, timpani, due percussioni, celesta, due arpe e archi.
- Nel 2001 il direttore americano Leif Bjaland ha orchestrato Oiseaux tristes per due flauti, due oboi, corno inglese, due clarinetti, clarinetto basso, due fagotti, quattro corni, arpa e archi. Nel 2003 il compositore britannico Simon Clarke fece un'orchestrazione dei tre movimenti che Ravel non aveva orchestrato.[4]